# Філіпп Боулер

Філіпп Боулер (нім. Philipp Bouhler; нар. 11 вересня 1899, Мюнхен — пом. 19 травня 1945, Дахау) — партійний діяч НСДАП, рейхсляйтер (2 червня 1933), обергруппенфюрер СС (1936).

## Життєпис

### Молоді роки
Народився 11 вересня 1899 року у Мюнхені в родині полковника. У 1912 році вступив до баварського кадетського корпусу. У липні 1916 року був випущений у сухопутні війська фанснюнкером. Брав участь у Першій світовій війні. У липні 1917 року отримав звання лейтенанта. За бойові досягнення був нагороджений «Залізним хрестом 2-го класу». У серпні 1917 року був демобілізований через поранення. У 1919—1920 роках послухав 4 семестри з філософії в Мюнхенському університеті .
У 1919 році — член націоналістичного німецького народного стрілецького й наступального союзу.

### Політична кар'єра
У 1921 році одним з перших вступив до НСДАП. З листопада 1921 року працював у газеті «Фелькішер Беобахтер».
Від 1922 року — заступник головного керуючого справами НСДАП.
У 1925—1935 роках імперський діловод партії. У 1932 опублікував біографію Адольфа Гітлера.
У червні 1933 року був обраний депутатом Рейхстагу від Південної Вестфалії
Від 1933 — уповноважений з питань культури у відомстві заступника фюрера по партії.
Від вересня 1934 — поліцай-президент Мюнхена. З листопада 1934 року після створення Персональної канцелярії фюрера НСДАП був призначений її начальником, а також головою Комісії по захисту націонал-соціалістичної літератури.
Від 1936 року — член Імперського сенату культури. У книзі «Геніальний Наполеон — сяюче світло комети» проводить паралель між Наполеоном та Гітлером.
1 вересня 1939 року Гітлер довірив йому відповідати за програму евтаназії, під час якої відбувалося знищення хворих на невиліковані хвороби.
У травні 1945 після завершення війни здався в полон американським військам та разом зі співробітниками своєї канцелярії був перевезений до Дахау. 19 травня разом з жінкою закінчив життя самогубством.

## Нагороди
- Залізний хрест 2-го класу
- Орден «За військові заслуги» (Баварія) 4-го класу з мечами
- Нагрудний знак «За поранення» в чорному
- Почесний кут старих бійців
- Почесний хрест ветерана війни з мечами
- Орден крові (№29)
- Золотий почесний знак Гітлер'югенду (11 вересня 1938)[8]
- Хрест Воєнних заслуг 1-го класу
- Хрест Воєнних заслуг 2-го класу
- Золотий партійний знак НСДАП
- Кільце «Мертва голова»
- Почесна шпага рейхсфюрера СС

## Твори
- Adolf Hitler. Lübeck: Coleman, 1932.
- Napoleon: Kometenbahn eines Genies. München: Callwey, 1941.